# 國清寺
國清寺是一所佛教寺院，位於中华人民共和国浙江台州天台縣城北天台山麓，建成於隋代，已有一千四百多年歷史，乃中國佛教天台宗和日本佛教天台宗的祖庭。

## 历史
該寺始建於隋文帝開皇十八年（598年）， 初名天台寺，后取“寺若成，国即清”之意，改名为国清寺。寺庙占地面积7.3万平方米。现存建筑为清雍正十二年（1734年）奉敕重修。

## 建築

### 格局
国清寺现存建筑为建于清早期的建筑为官式建筑， 弥勒殿和雨华殿为单檐歇山顶，大雄宝殿为重檐歇山顶，三圣殿、罗汉堂和禅堂是典型的南方厅堂建筑，妙法堂、方丈楼和迎塔楼为中西合璧。寺依山就势，层层递高，按四条南北轴线布列六百多间古建筑，分为五条纵轴线，正中轴由南而北依次为弥勒殿、雨花殿、大雄宝殿、药师殿、观音殿；还有放生池、钟鼓楼、聚贤堂、方丈楼、三圣殿、妙法堂（上为藏经楼）伽蓝殿、罗汉堂、文物室等，大雄宝殿正中设明代铜铸释迦牟尼坐像。西轴线为安养堂、三圣殿、罗汉堂（文物室）、妙法堂（楼上为藏经阁）。东一轴线为聚贤堂（僧众餐厅）、方丈楼、迎塔楼。东二轴线为里客堂、大彻堂和修竹轩。像背壁后，有以观音像为 中心的慈航普渡群塑，殿两侧列元代楠木雕刻的18罗汉坐像。山门外各建筑物——隋塔、寒拾亭、“教观总持”照壁，丰干桥、“隋代古刹”照壁和国清寺山门， 它们顺地势安排，没有一个相互平行，也没有互相垂直，自自然然地散落各处，却显得和谐协调。一进朝东的山门转入正中甬道，甬道两旁是仅高1.7米的黄色矮 墙，矮墙后面是茂密的竹林。构成一个拥有2.8万平方米建筑面积、达7.3万平方米、8000余间房屋的古建筑群。

### 主要建筑

#### 塔碑
国清寺主建筑群后的小山坡上，在苍郁的松林中有一座重檐挑角、方石铺地的碑亭。亭额上写着“法乳千秋”四个金字，亭中品字形排列着三座长方形的石碑。正中的丰碑为“天台智者大师赞仰颂碑”，碑座高0.86米、宽0.86 米、长1.86米、碑身高2.6米、宽1.26米、厚0.11米。长篇碑文和诗赞颂佛教天台宗创造人智者大师。右连的丰碑为“行满座主赠别最澄大师诗 碑”。丰碑稍低于智者丰碑。左边的一座丰碑是“最澄大师天台得法灵迹碑”，这座碑的大小与行满碑大小相同。三座丰碑的背面，有日本山田惠谛1982年5月 写的敬白，长篇日文铭记了高祖先德，祈念中日两国永远亲善友好的虔诚心意。在“法乳千秋”碑亭左方，有一口围着石栏的古泉，上刻“锡杖泉”三字，相传宋僧普明坐禅于此，因寺内取水不便，遂以锡杖顿地曰：“此处当有泉！”即有泉水涌出，故名锡杖泉。

#### 隋塔
隋塔位于天台城关镇东北6里。隋开皇十八年，晋王杨广为报智者大师受菩萨戒而建造的报恩塔。唐会昌法难受损，南宋建炎二年（1128）修葺。残高59.4米，边长4.6米，六面九级，为浙江最高的古塔之一。系空心楼阁式砖木结构，因遭火焚毁飞檐斗拱，形成四周的空洞。后人对塔基进行了加固，四周铺筑了台阶，已予整修一新，已列为省级文保单位。隋塔建造别致，除砖砌塔壁上，精雕佛像外，塔顶上没有通常的尖形塔头，站在塔内，切可直接仰见蓝天。

#### 方丈楼
方丈楼在国清寺建筑群东部的中心位置上，是一座两层七开间房子，前有“聚贤堂”（斋堂——僧众用餐的地方），后有迎塔楼（寺中宾馆）。楼前有一个方石铺地的院子。方丈楼正中直条排列着三张八仙桌，两旁各有三排茶几木椅方凳，条桌上方挂有“弘阐天台宗”的大红底金字匾额，额下排有名画家邵宇、王子舞写的智者大师水墨画像。旁边挂有几幅名人字画，这是国清寺接待中外来宾的地方。

#### 妙法堂
大雄宝殿左侧妙法堂，这是一座两层楼五开间的精舍。堂前芭蕉茂盛，玉桂常青，环境十分清幽。妙法堂楼上为藏经阁，开敞明净，阁的周转排列着百只木箱，珍藏 着《妙法莲华经》、《大藏经》等经籍。楼下为“台宗讲席”，是弘扬天台宗教义的场所。其布置正中为精雕细刻的讲座，座后挂有阿弥陀佛水墨画像，座前摆有香 案蒲团。讲座两边分列着几十张长条桌。每当讲经时，主讲法师高踞台上，两边讲座上坐落了老少僧众和男女信徒。妙法堂左近有罗汉堂，现辟为文物室。1975 年文物室整修开放，集中展出了佛教天台宗的历代祖师造影，天台宗主要经典著作，国清寺与日本佛教界友好交往等方面的文物。智者大师遗物衣钵及钦赐龙衣、造型精美的钦赐银亭、白玉卧佛、明万历铜镜。还有唐贞元二十年（804年），日本高僧最澄入唐求法时的“度牒”（护照），上有台州刺史的指示。1979年国清寺方丈唯觉随中国佛教代表团去日本访问，受到日本朝野人士的欢迎，方丈将从日本带回的文物、纪念品也在此展出。日本朋友来天台山访问一年四季不断，并留下了“风月同天永，万古结深缘”等字画，及法器、文物。

#### 雨花殿
出门神殿，即见钟、鼓两楼中间又一座殿堂，常匾上书“雨花殿”三字。此名在别的佛寺中难得见到。相传是天台宗祖师智者大师曾在此讲述《妙法莲花经》，其精诚所至，感动天庭，天上下起法雨天花，故得此名。殿中供奉有“四大天王”神像。印度古神话传说中的“四天”指的是东、南、西、北四方，并说每一方都有一神堂管着，所以尊他们为“王”。“四大天王”亦称“四天神”或“四大金刚”所以一般寺庙中称此殿为“金刚殿”或“天王殿”。

#### 观音殿
与锡杖泉相邻处，新建有重檐歇山，斗拱翘角的观音殿，雄踞于大雄宝殿之后上方，观音殿长约15米，宽12米，殿内正中供奉着千手千眼观音木雕贴金像一尊，两旁或立或坐着观音的三十二化身。此殿为美国洛杉矶天台山国清寺护法会夏荆山、杨茂慈先生、吴梅影女士等捐资十五万元建成。1983年10月29日举行了隆重的开光大典和法会。

#### 报恩塔
报恩塔是观音殿西邻，建于1985年9月，高约3米，塔顶为黄铜宝顶，紫铜瓦盖成，在阳光下熠熠发光，塔体为录岩。呈四方形，正前方为日本文“南无妙法莲华经（日莲）”碑名，[9] 另三面各嵌有黑底金字的经文。台基也为录岩铺成。这座经幢是日本莲宗信徒捐赠1000万日元建造的。宝塔建立在天台山国清寺的理由是，天台山是传教大师（日僧最澄大师）曾经留学过的最兴盛的灵址，日莲僧人非常敬仰天台大师（智者大师），而且坚信作为正法的法华经的源流是天台国清寺，以表“知恩报恩”的深意。

#### 七佛塔
七佛塔，在寒拾亭前，俗称“七支塔”，也称迎宾塔，是为纪念“过去七佛” 而建，他们分别是：毗婆尸佛、尸弃佛、毗舍浮佛、拘留孙佛、拘那含牟尼佛、迦叶佛和释迦牟尼佛。因为是祭祀过去七佛，所以建在寺院门前。建于隋唐时的七佛 塔已不存在，1973年在旧址上重建七佛塔，我们看到的七佛塔只有30多年的历史。新建的七佛塔旁也没有任何的文字说明。 新七佛塔与旧七佛塔在造型上最大的区别在于新塔为实心，而旧塔是镂空的。七佛塔的上方，可以看到“一行禅师墓”。

## 文物古迹
国清寺在佛教发展史和中外关系史上都具有重要地位，寺周保存了大量的摩崖、碑刻、手书、佛像和法器等珍贵文物。
国清寺是一座历史文化古刹。孟浩然、李白、贾岛、皮日休、陆龟蒙、杜荀鹤、洪适、郭沫若、邓拓、赵朴初等文人雅士均留下墨宝。
寺内有中国佛教天台宗第五祖章安灌顶大师手植的“隋梅”一株，至今仍郁郁葱葱。纪念唐代著名诗僧寒山、拾得、丰干的“三贤堂”，重13吨的明代释迦牟尼青铜像，18尊元代所雕的楠木罗汉，王羲之、柳公权、黄庭坚、米芾、朱熹的摩崖手迹，寺外有纪念唐代天文学家僧一行为编制《大衍历》至国清寺求算学的“一行到此水西流”碑及“一行禅师之塔”等。

## 历任主事
- 智越（542年—616年），隋文帝仁寿元年（601年），国清寺工成，智越为首任住持。任道斌《佛教文化辞典》：“因主天台国清寺，几达二十年”。
- 智璪（554年—637年），旋依智者大师，得三观奥旨。始为国清寺僧使，继主国清。唐贞观十二年（637年）寂于国清寺。《中国佛学人名辞典》：“后主国清，以礼忏为业，有大名声”。
- 道邃，生卒年代不详。唐大历中（766年—779年）依荆溪湛然大师习天台教观。后居国清，详为讲解，昼夜不辍。后人谥为台宗第十祖。按座主，即大众一座之主，亦即住持。
- 清蕴，生平事迹不详，唐大和中（827年—835年）住持国清。
- 文举（759年—824年），唐贞元三年（787年，敕度得戒。会昌二年（842年），圆寂国清寺中。
- 元琇，出家国清，依正定物外大师学止观。后说为台宗十三祖。
- 清竦，台宗十四祖。
- 师静，生平不详，领旨于元沙和尚，传灯《天台山方外志》：“住国清三十年，号大静上座”。
- 小静，与师静同时代，生平事迹不详。《天台山方外志要》：“时有小静上座，并终本寺（国清寺）”。按上座，禅家云住持。教家云座主。
- 仲方，生平事迹不详，日本成寻《参天台五台山记》记载着宋熙宁五年（1072年），国清寺寺主仲方的名字。
- 道逵，生平事迹不详，宋刘潮《国清千门涂田记》：“乾道四年，长老道逵创请宁海县千田涂”，按佛教称谓“长老”即指住持。
- 晓林，生平事迹不详，宋刘潮《国清千门涂田记》：“未几，诠又有别峰之行。淳熙戊戌夏。住持晓林”。
- 蕴常，《天台山方外志》卷八：“淳熙间住国清”。
- 妙伦（1201年—1261年），历主台州瑞岩、天台国清等寺。
- 行机，参护国元公得法，历主庐山圆通等寺，寂于国清。《中国佛学人名辞典》：“历主江州圆通、台州国清，寂焉”。
- 心弘，生平事迹不详。王溍《上天竺湛堂法师塔铭》：“元贞乙未（1295年），性澄上奏易禅为教，上降玺书，命道夫必弘主国清”。
- 处仁，生平事迹不详。元延祐三年（1316年），《天台山东安隐院建重兴之记》：“国清宗主佛心慈惠大师处仁”。
- 宗冕，生平事迹不详，元至正元年（1341年），为国清寺建雨华亭，并筑万工池。
- 昙噩（1283—1373年），洪武二年（1369年），以高僧敕住国清，奉号“佛真文懿大师”。洪武六年（1373年）寂于国清。《元无见睹和尚塔铭》：“天台山景德国清禅寺住持佛真文懿大师昙噩撰文”。
- 如通（1522—1595年），万历二十二年（1592年），应请主国清。陆光祖《易庵通法师塔铭》：“寻赴国清之请”。
- 性省，出如通门下，生平事迹不详。王孙熙《重建国清禅寺记》：“通归寂，法嗣性省于以暨”。
- 海月，生平事迹不详。明万历进士戴澳历书之国清寺《唐一行禅师之墓》碑上，有“当山住持海月”之句。
- 德音，生平事迹不详。明崇祯十年（1637年）前后主国清。明蒋薰《天台山记》：“德音至，邀至方丈”。
- 祖宪，生平事迹不详。《天台县志》：“康熙十八年（1679年），住持祖宪”。
- 元英，生平事迹不详，《台州府志》卷八十三：“历主国清诸名刹”。
- 达珍，《台州府志》卷一百四十：“乾隆四十五年（1780年），邑令刘公敕请住持”。
- 耀冶，乾隆四十九年（1784年）继达珍主国清，凡十三年。
- 文定，嘉庆元年（1796年）继耀冶主国清，嘉庆四年（1799年）退席。
- 全信，生平事迹不详，嘉庆四年（1799年）继文定主国清。
- 莲舟，生平事迹不详，咸丰三年（1853年），造三圣殿，并为西方三圣造像，见国清寺《万善同归》碑。
- 成德，生平事迹不详，光绪五年（1879年），于大殿两旁建设琉璃，并广置斋田。见国清寺碑。
- 清静，《中国佛学人名大辞典》：“双修禅净，勤奋逾恒，主天台国清寺”。
- 民国时期，有达山、可兴、慧莲等十数位在国清寺主事。
- 解放后，有澹云、唯觉、可明等4位在国清寺主事。
- 允观法师（2012年—至今）：现任住持。

## 天台宗祖庭
隋代高僧智顗在此創立天台宗。影響遠及國內外。鑑真東渡時曾朝拜國清寺。日本留學僧最澄至天台山取經，從道邃學法，回國後在日本比叡山興建延曆寺，創立日本天台宗，後尊國清寺為祖庭。 
該寺曾駐錫不少有名高僧，包括唐一行法師、寒山、拾得、濟公和尚、日本東密開宗祖師空海大師、日本台密開宗祖師最澄大師等。由此，寺中有不計其數的勝跡和典故，包括乾隆御碑、寺前「一行到此水西流」碑、空海法師紀念碑、中韓天台宗祖師紀念堂、隋梅，以及新塑供奉的五百羅漢像、前中國佛協會長趙樸初先生墨寶、濟公像等。

## 圖片

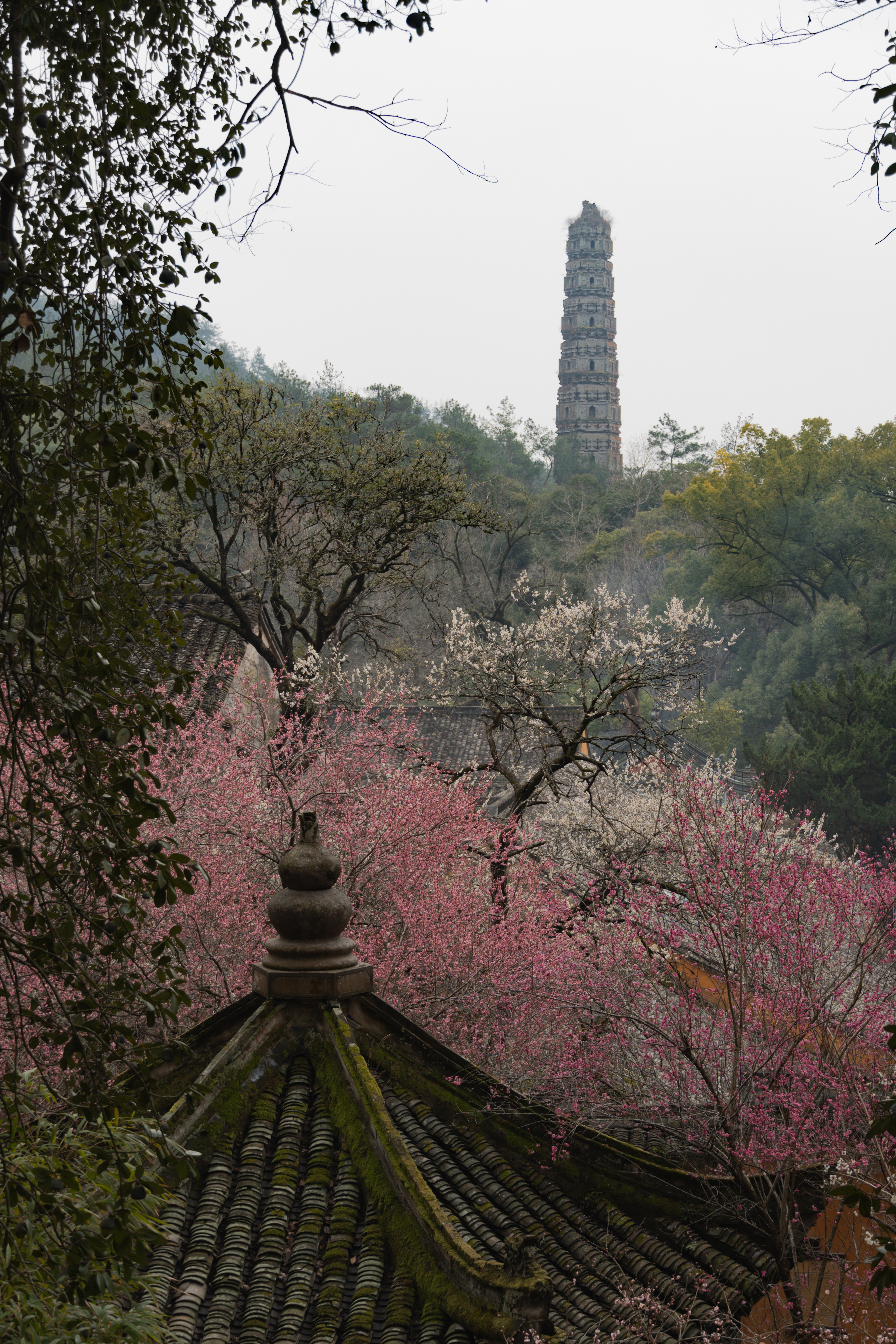
山上景貌，遠方為隋代塔，下方為梅亭
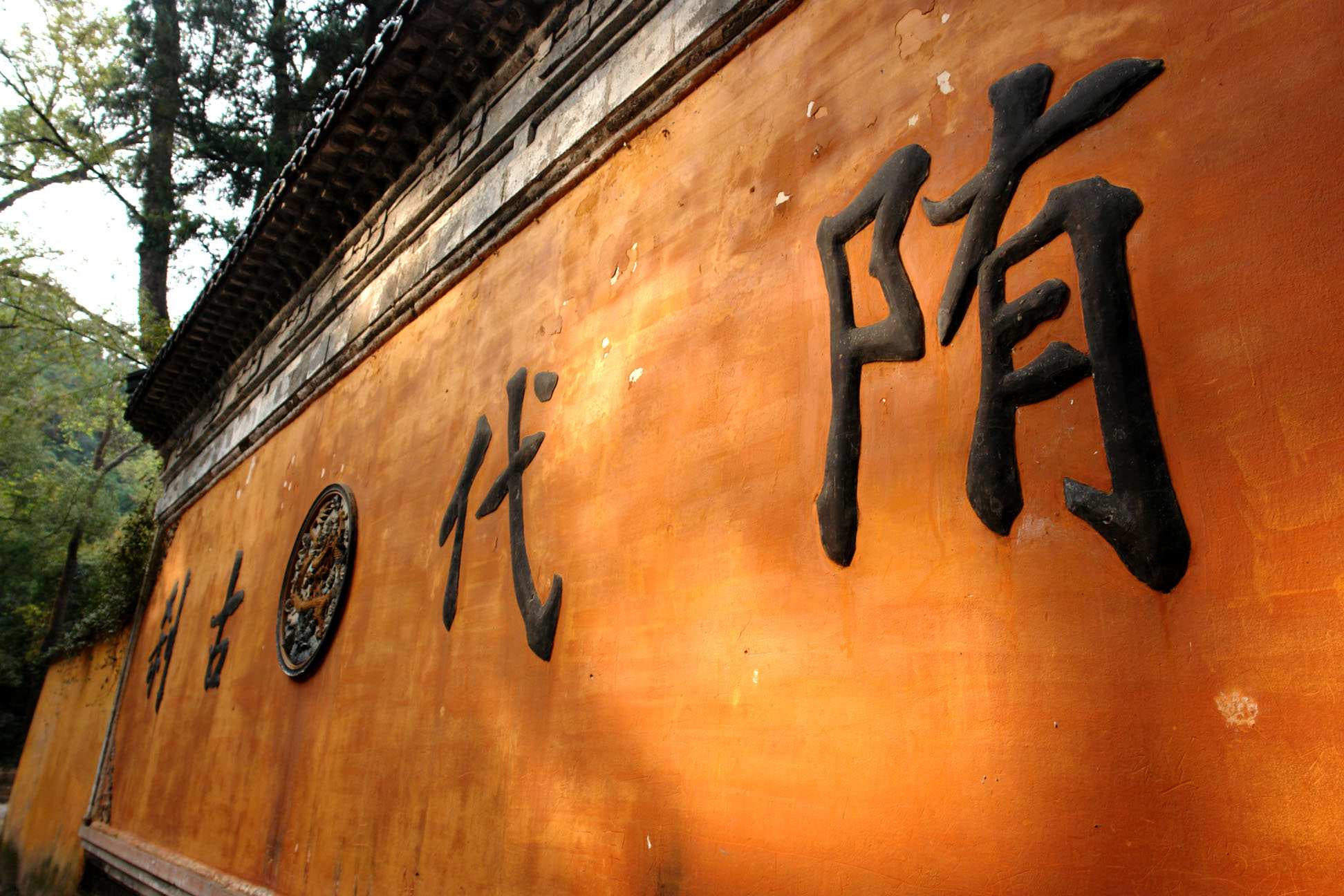
寺前大書「隋代古剎」
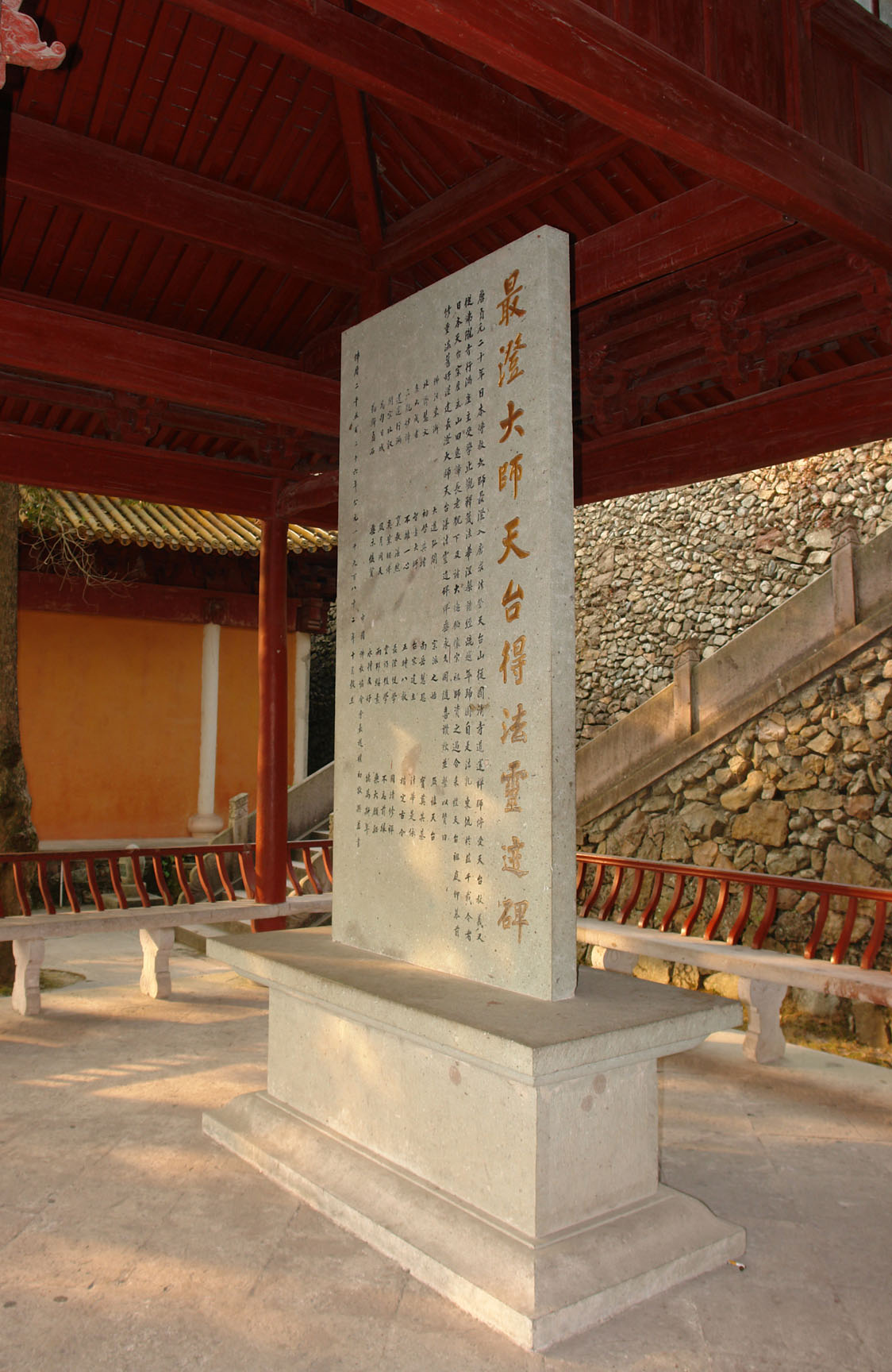
「最澄大師天台得法靈迹碑」，旁邊另有二碑
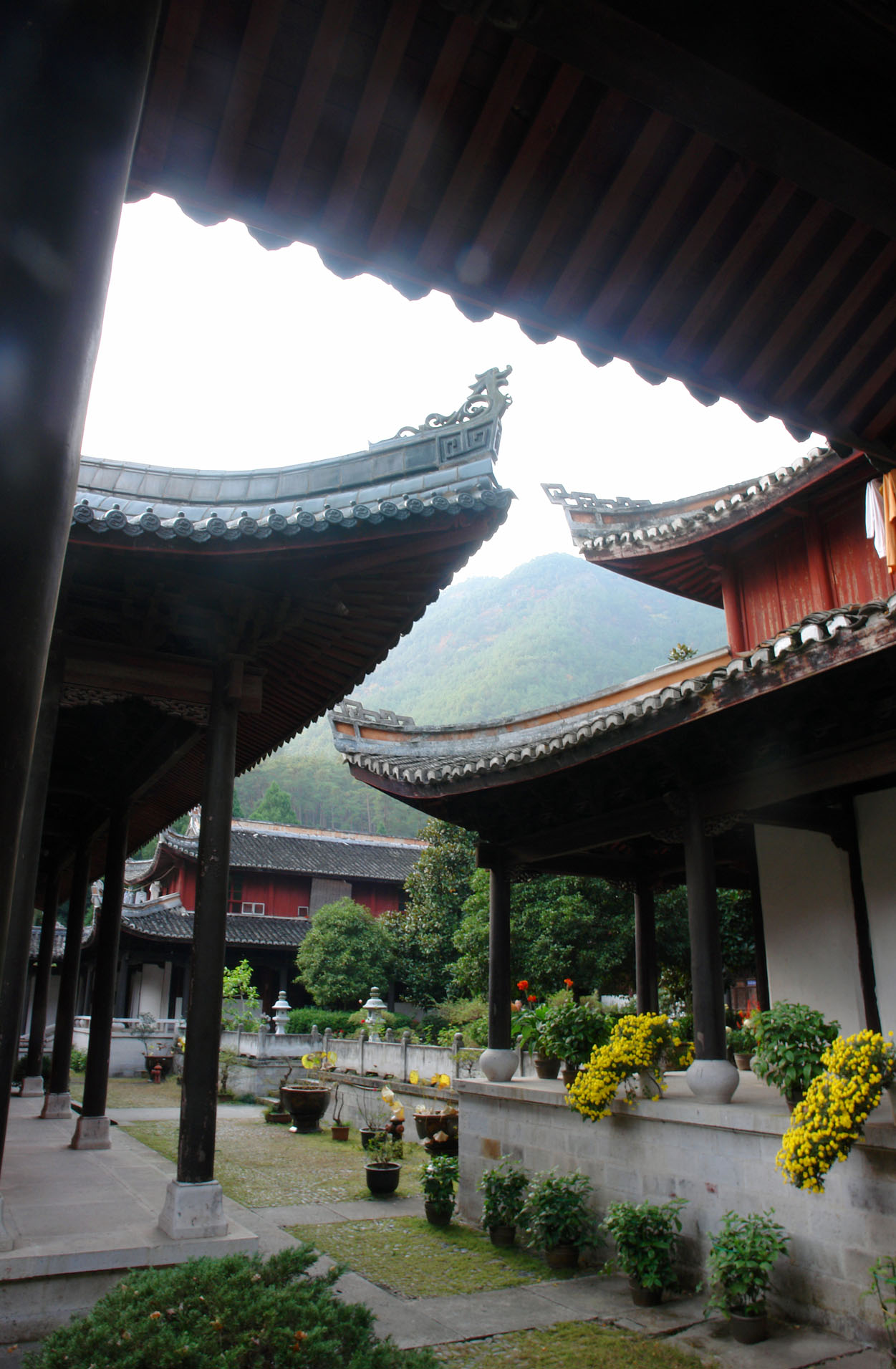
寺內建築一景
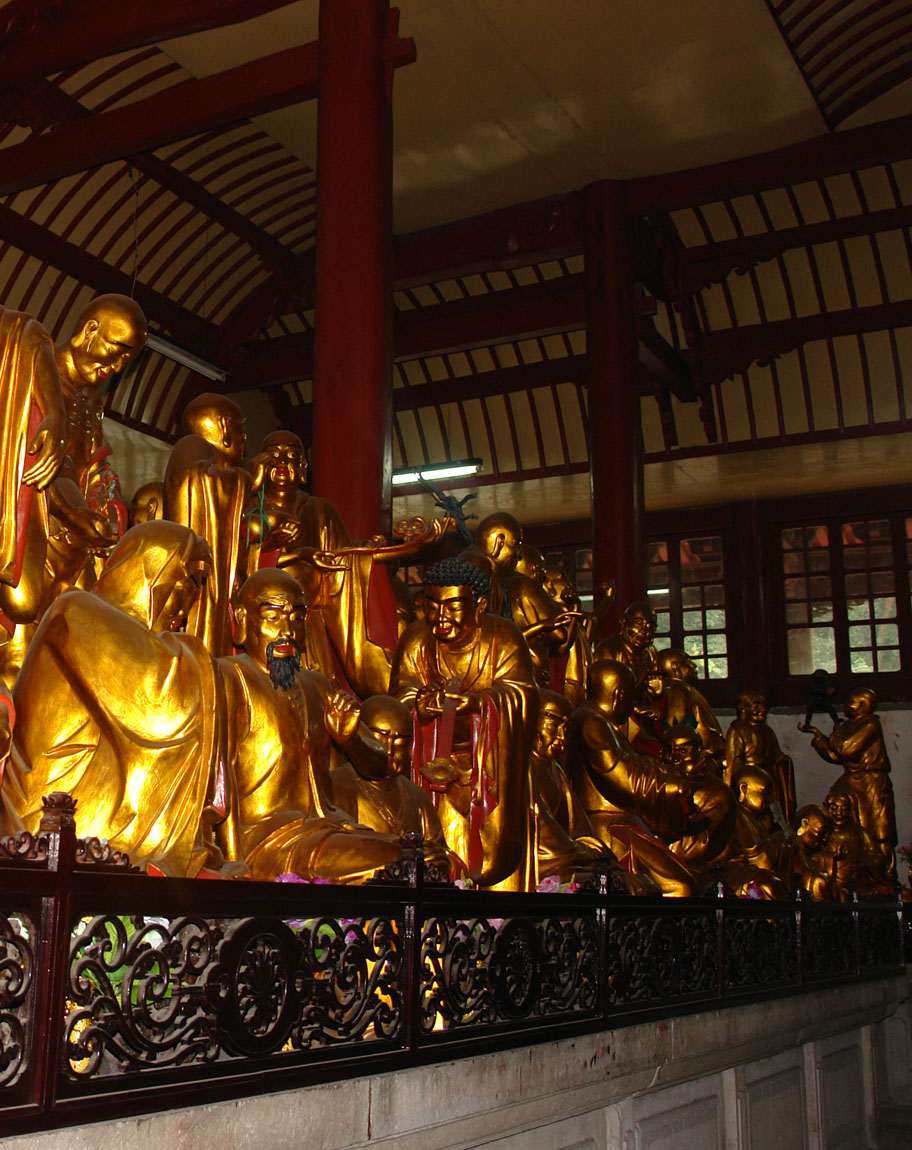
「羅漢殿」之五百羅漢
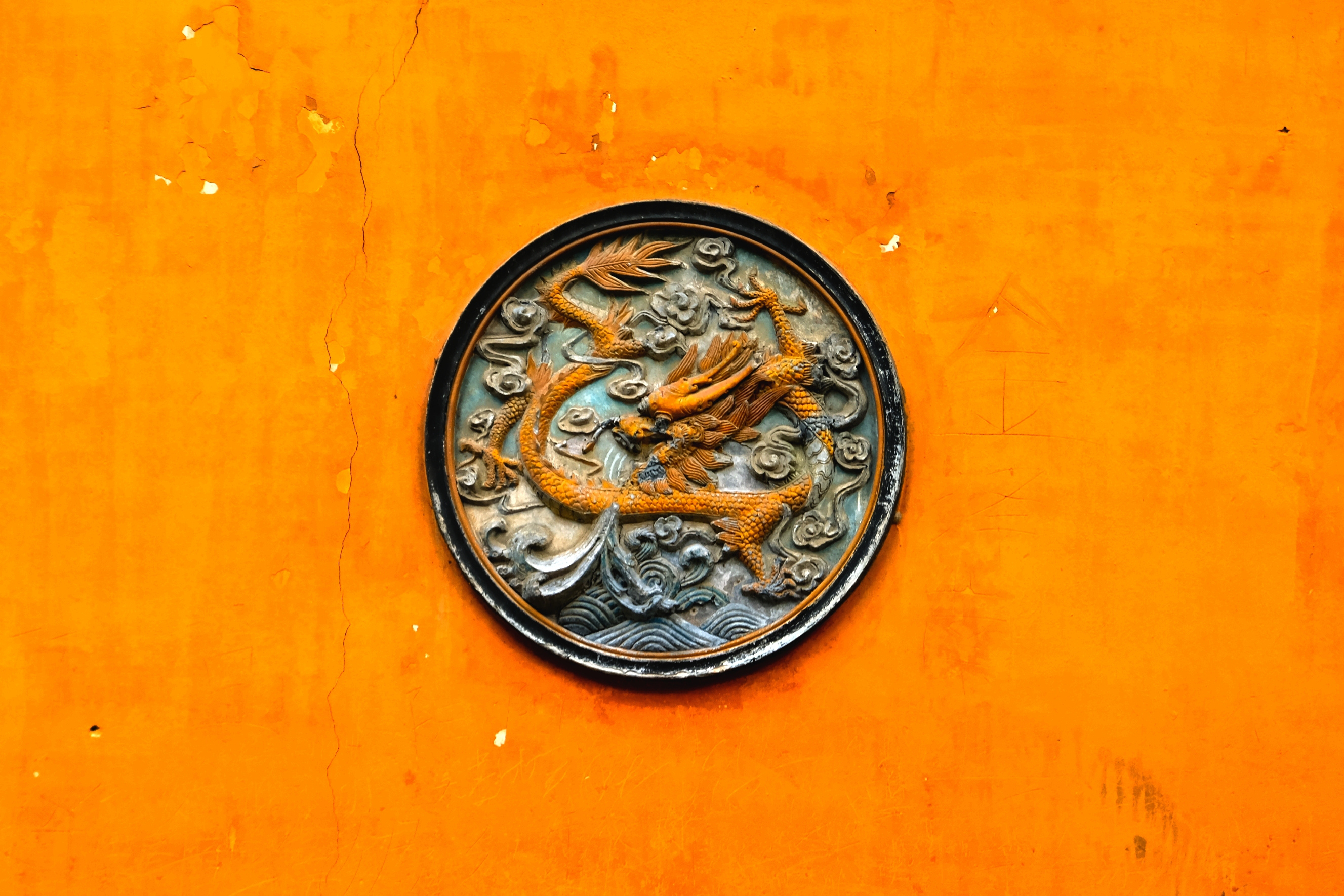
墙壁浮雕
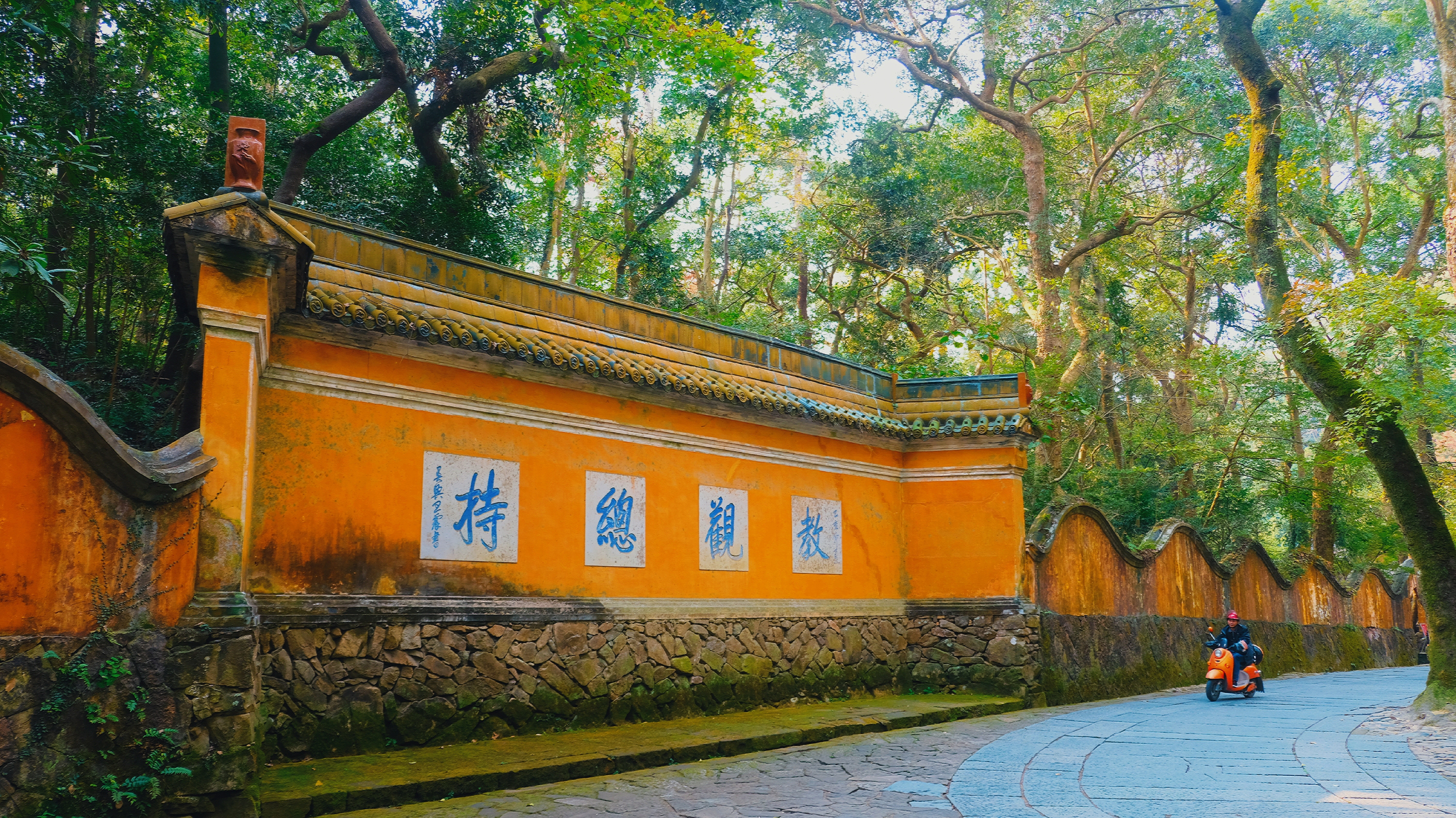
“教观总持”照壁
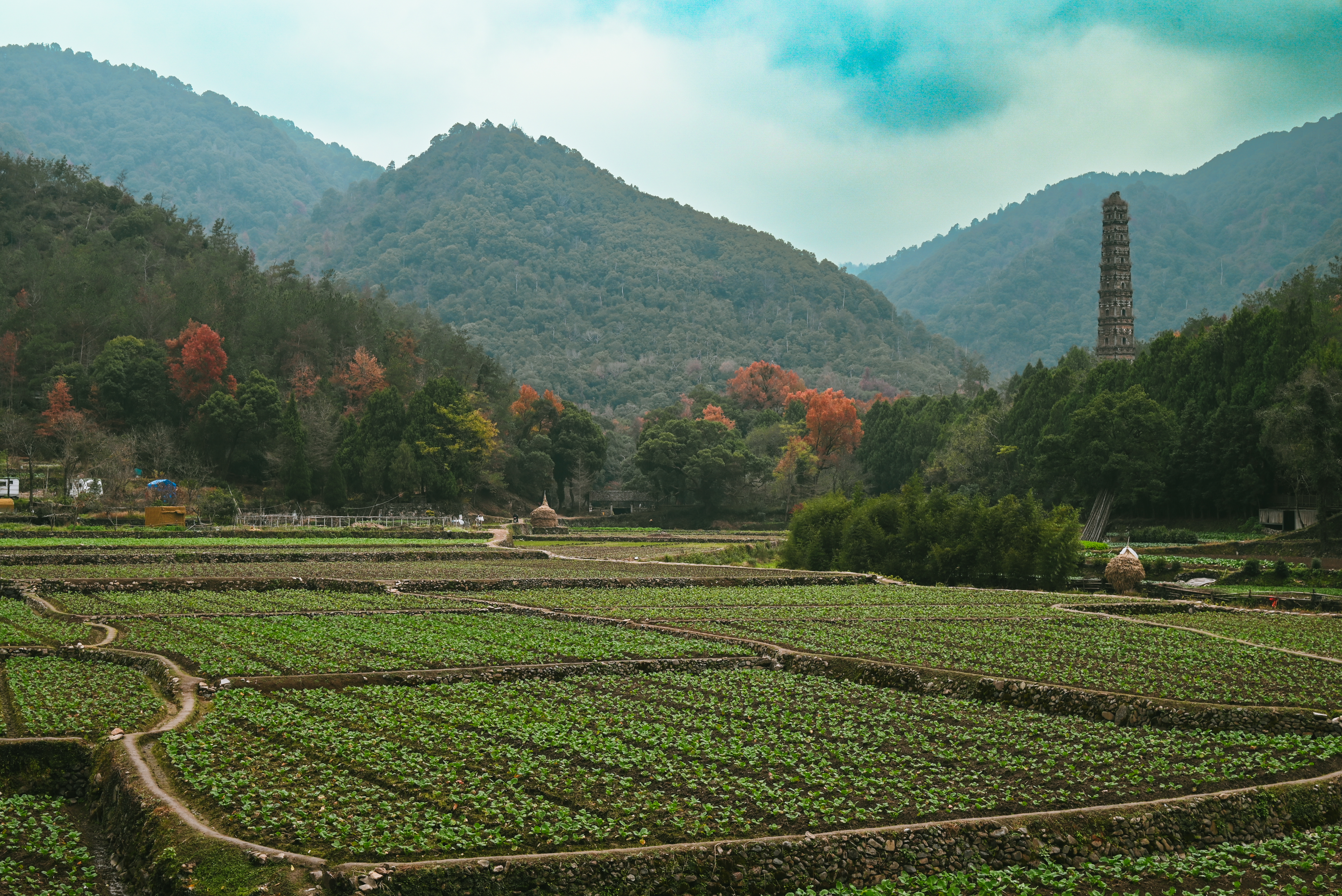
国清寺外隋塔